# Lavori Publici FC
Lavori Publici FC (o Lavori Pubblici FC en lengua italiana) fue un equipo de fútbol histórico en Mogadiscio, que existió oficialmente desde 1947 hasta 1990 siendo creado por la comunidad italiana de la Somalia italiana. En 1933, el primer campeonato de fútbol somalí fue creado en Mogadiscio bajo el dominio italiano, llamado Coppa Federazione Sportiva, con tres equipos ("AC Mogadiscio", "Marina" y "Milizia"). En 1938, el equipo "Amaruini" ganó el campeonato de fútbol, compuesto principalmente por locales somalies; de Amaruini después de la II Guerra Mundial se desarrolló el equipo de fútbol "Lavori Pubblici" con el nombre original Genio Officina. El club, después de ganar algunos campeonatos somalíes, fue cerrado oficialmente en 1990.

## Historia

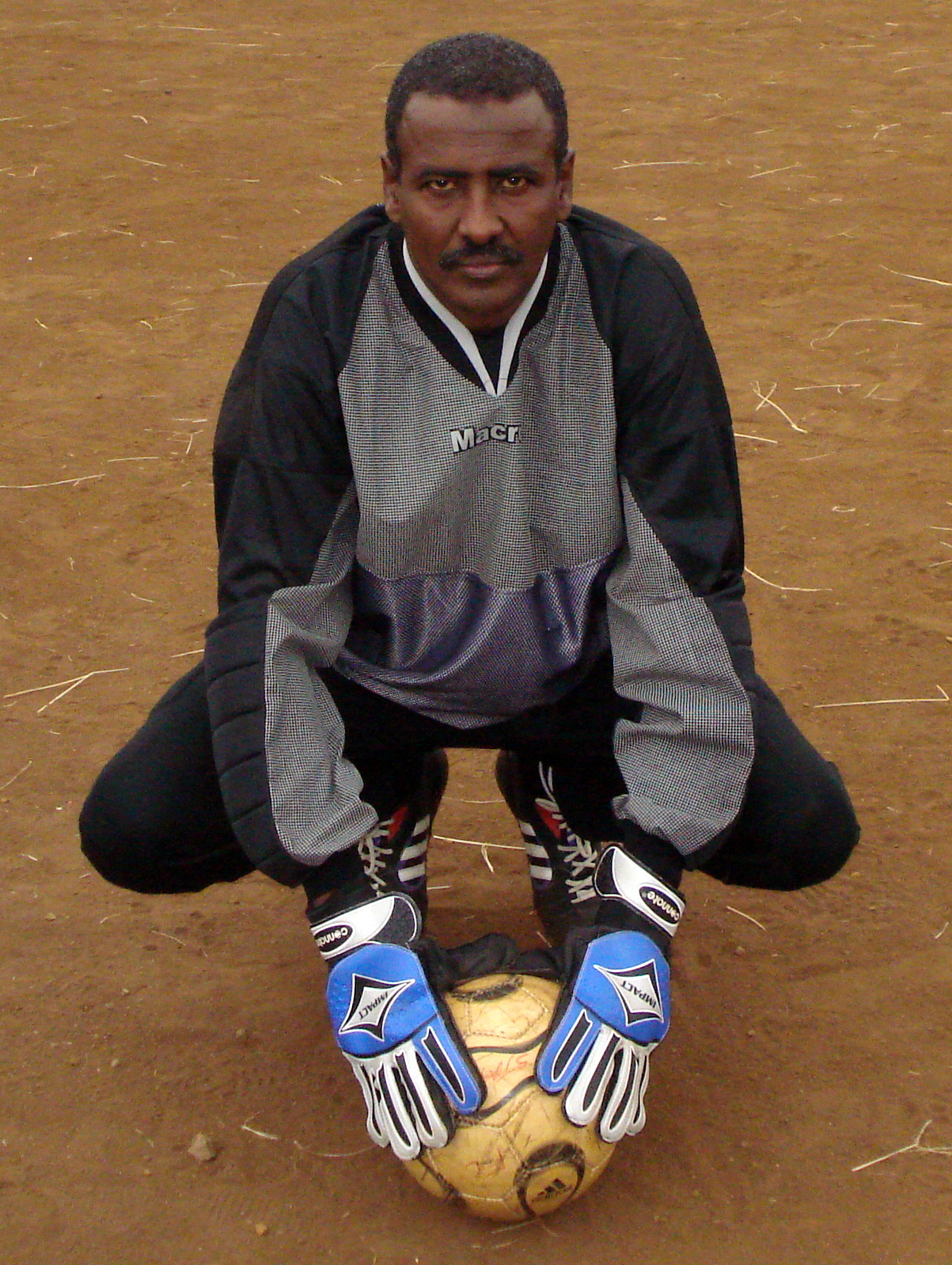
Foto de Abdixaaq, uno de los mejores porteros de la selección nacional de Somalia que comenzó su carrera profesional en "Lavori Publici" en 1980

El club se conoció originalmente en la década de 1940 como Genio Officina de Mogadiscio italiana, porque promovió y se relacionó con la sección gubernamental "Genio officina" del "Ministero Lavori Pubblici della Somalia" al final y después de la Segunda Guerra Mundial. Un grupo de colonos italianos y empleados somalíes de esta institución decidieron crear un equipo profesional en 1947. La mayoría de los jugadores provenían de los equipos anteriores "AC Mogadiscio" y " Amaruini ", que jugaron fútbol amateur en la Somalia italiana desde 1936 hasta 1941.
En 1952 el equipo ganó el "Campeonato de Somalia de 1952" amateur. Cuando Somalia obtuvo su independencia en 1960 el equipo empezó a llamarse "Lavori Publici FC" (o "LLPP") y sucesivamente -con la creación del campeonato oficial de futbol en Somalia, llamado Liga de Somalia- obtuvo tres campeonatos en 1969, 1970 y 1971. Un cuarto título fue ganado en 1980.
| Club                | Ciudad     | Campeón | Años campeón de Liga de Somalia                      |
| ------------------- | ---------- | ------- | ---------------------------------------------------- |
| Elman FC            | Mogadiscio | 9       | 1997, 2000, 2001, 2002, 2003, 2008, 2011, 2012, 2013 |
| Horseed FC          | Horseed FC | 8       | 1972, 1973, 1974, 1976, 1977, 1978, 1979, 1980       |
| Banaadir Telecom FC | Mogadiscio | 6       | 1999, 2006, 2009, 2010, 2014, 2016                   |
| Lavori Publici      | Mogadiscio | 4       | 1969, 1970, 1971, 1981                               |

Los jugadores del Lavori Publici FC ganaron la Copa de Somalia en 1977 y 1980, antes de ganar el título de Liga de Somalia en 1980–81.
| Año  | Campeón de Copa de Somalia | Resultado  | Finalista  | Finalista  | Finalista | Finalista |
| ---- | -------------------------- | ---------- | ---------- | ---------- | --------- | --------- |
| 1977 | Lavori Publici             | –          |            |            |           |           |
| 1978 | No se jugó                 | No se jugó | No se jugó | No se jugó |           |           |
| 1979 | Marine Club                | –          |            |            |           |           |
| 1980 | Lavori Publici             | –          |            |            |           |           |

El club se retiró en 1990 cuando el país descendió en la guerra civil de Somalia.
Uno de los porteros más famosos de "Lavori Publici" fue Abdi Mohamed Ahmed, quien jugó en la conquista de 1980 del campeonato de la liga de Somalia.